# Fontaine de Proserpine
 (juin 2022).
Si vous disposez d'ouvrages ou d'articles de référence ou si vous connaissez des sites web de qualité traitant du thème abordé ici, merci de compléter l'article en donnant les références utiles à sa vérifiabilité et en les liant à la section « Notes et références ».
La Fontaine de Proserpine ou Fontaine du rapt de Proserpine est une œuvre sculpturale et hydraulique monumentale de la ville de Catane, en Sicile. Elle a été construite en 1904 près du bâtiment principal de la gare centrale de Catane.

## Histoire
La construction d'une grande fontaine qui embellit la zone où, en 1867, la gare et les bâtiments liés à son exploitation sont nés, a été confiée au sculpteur Giulio Moschetti. Ce dernier, qui s'est prévalu de la collaboration de son fils Mario, a proposé le développement d'un thème mythologique, l'enlèvement de Proserpine, lié à l'histoire ancienne de la région géographique sicilienne. Selon le mythe grec, en effet, la déesse Proserpine, fille de la déesse de la fertilité Déméter, avait été enlevée par Hadès, dieu des Enfers, précisément en Sicile près d'Enna, qui l'avait forcée à se marier et donc à régner avec lui sous terre. Cependant, entendant les prières de la mère désespérée Déméter, Hadès avait accordé à sa femme la possibilité de s'éloigner des enfers pour une période annuelle, correspondant aux saisons de printemps et d'été, après quoi elle reviendrait à ses côtés. En tant que symbole de prospérité mais aussi de voyages périodiques, Proserpine a été la protagoniste choisie, avec Hadès, comme sujet de la conception de la fontaine.

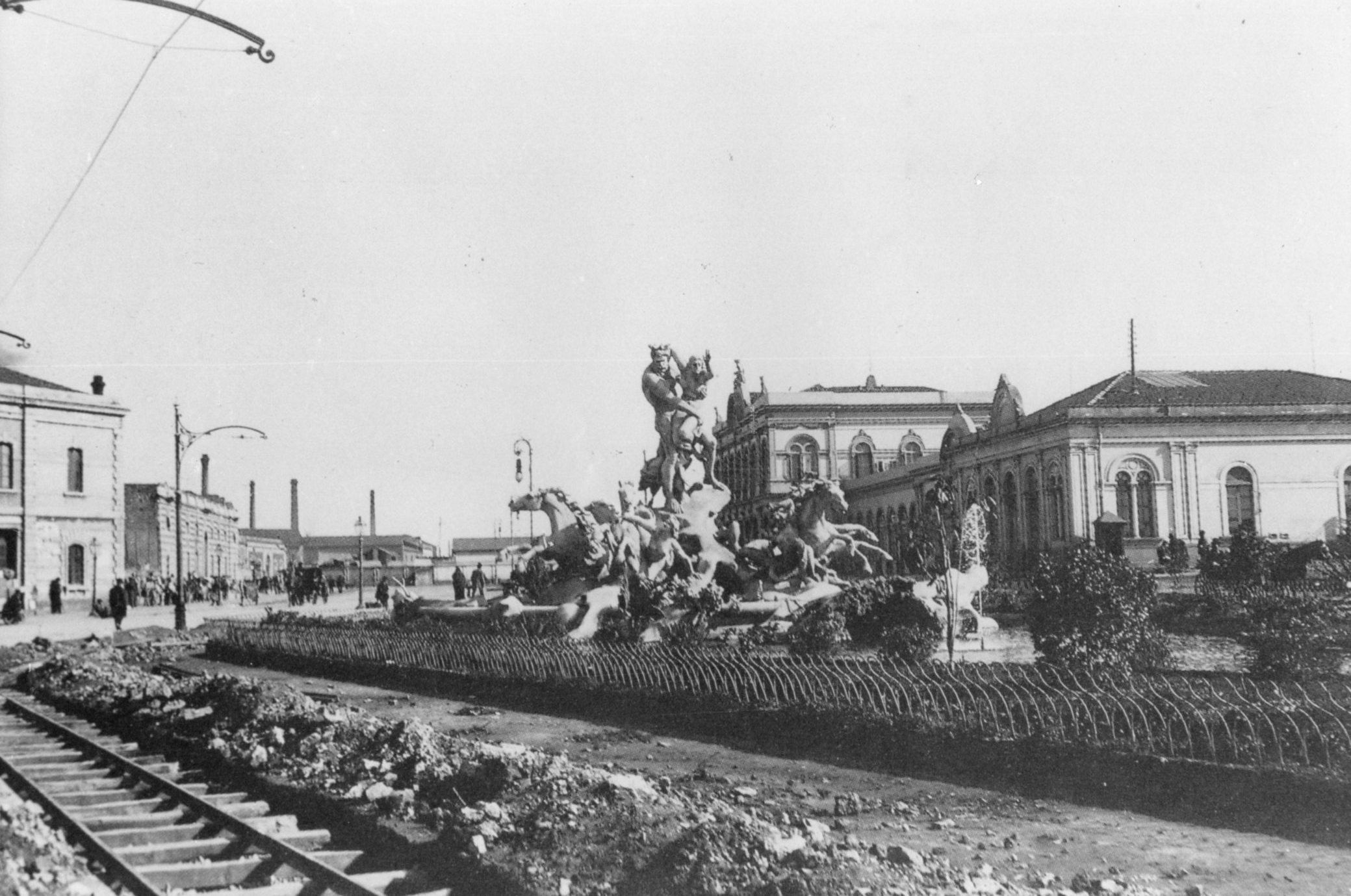
La fontaine de Proserpine en 1905.

Catane, en revanche, n'était pas nouvelle pour les sujets mythologiques liés à la terre ; depuis plus d'un siècle (1757), une fontaine dédiée à Déméter (la Cérès latine), œuvre de Giuseppe Orlando de Palerme, avait déjà été déplacée du centre historique vers la Piazza Cavour, dans le quartier Borgo.
Giulio Moschetti disposait d'un espace considérable. La place devant la gare était pratiquement déserte et servait au passage des voitures et la zone où aurait surgi la fontaine était dépourvue de végétation. Moschetti a donc pu penser à une fontaine de taille considérable, inhabituelle pour Catane et pour toute la Sicile en général (la seule fontaine historique de taille similaire est la fontaine Pretoria à Palerme). Le groupe sculptural de Moschetti comprenait une quantité considérable de personnages en plus d'Hadès et de Proserpine; ceux-ci ont été représentés dans le moment dramatique de l'enlèvement (ici certains pensent qu'une référence stylistique à l'œuvre du Bernin est probable) au sommet d'une élévation rocheuse aux pieds de laquelle se détachent des hippocampes et des sirènes, dans des positions, des attitudes et des visages différents et animés. 
Au cours de la dernière décennie du XXe siècle, la fontaine de Proserpine a subi une restauration.

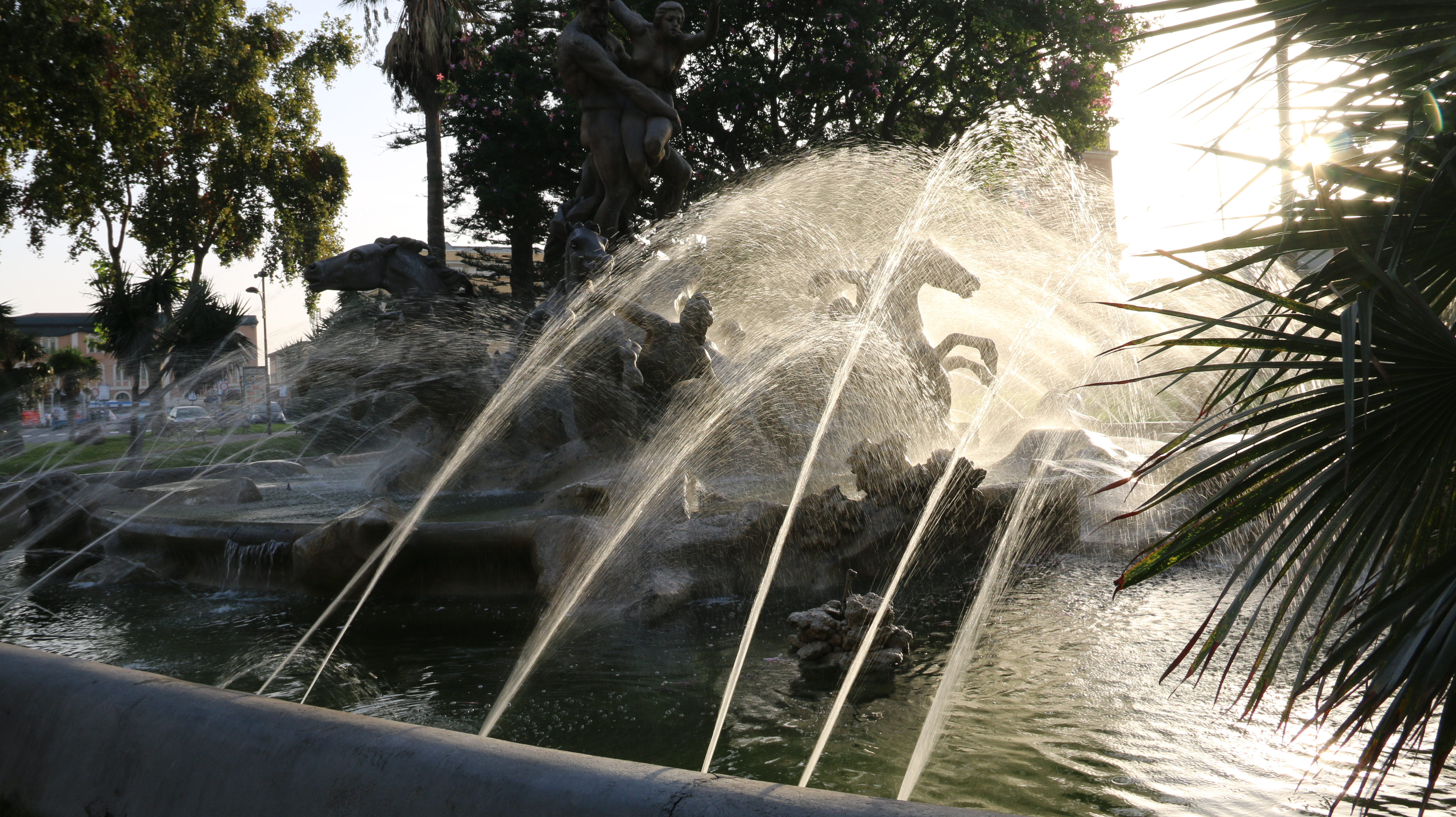
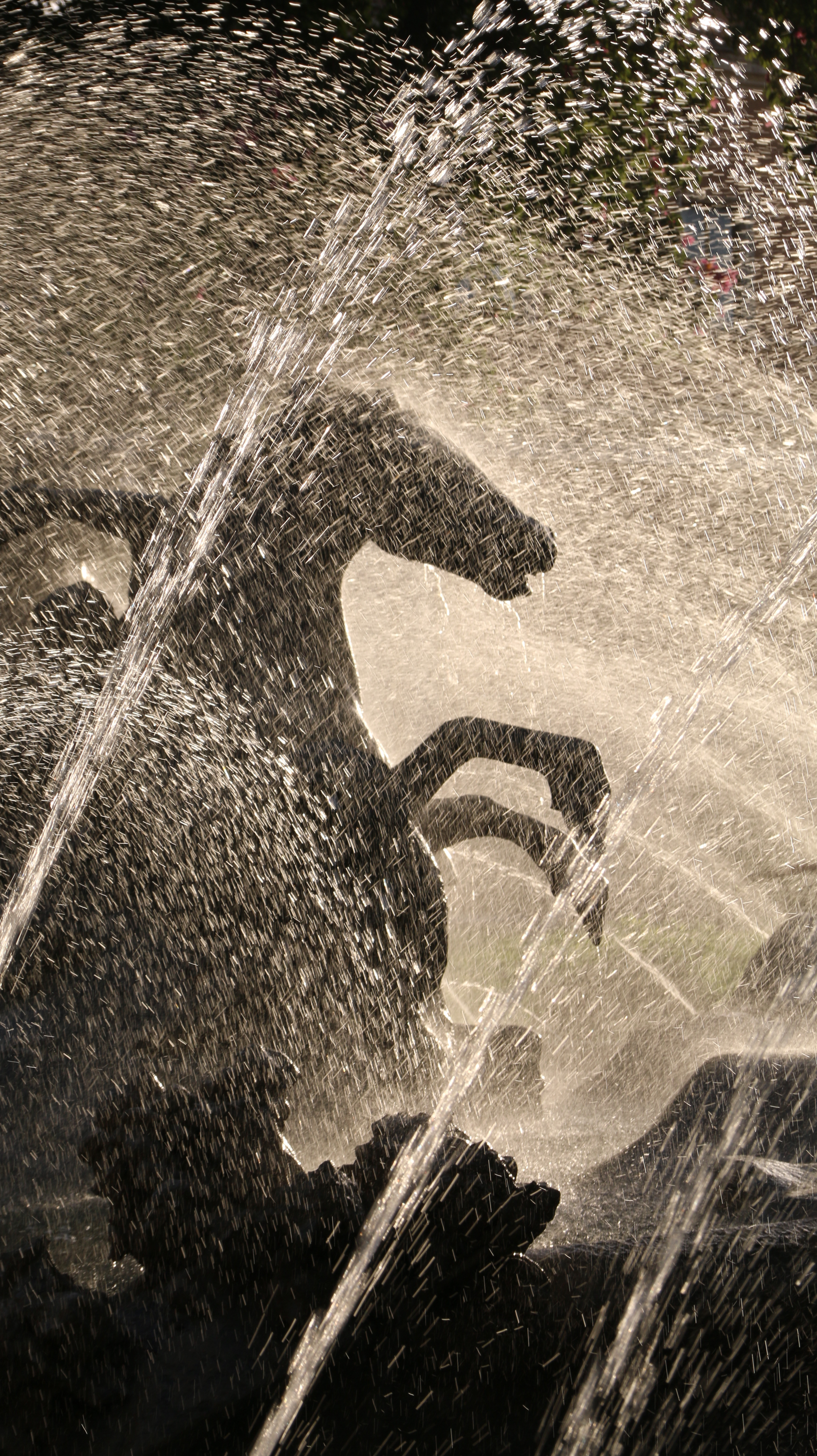
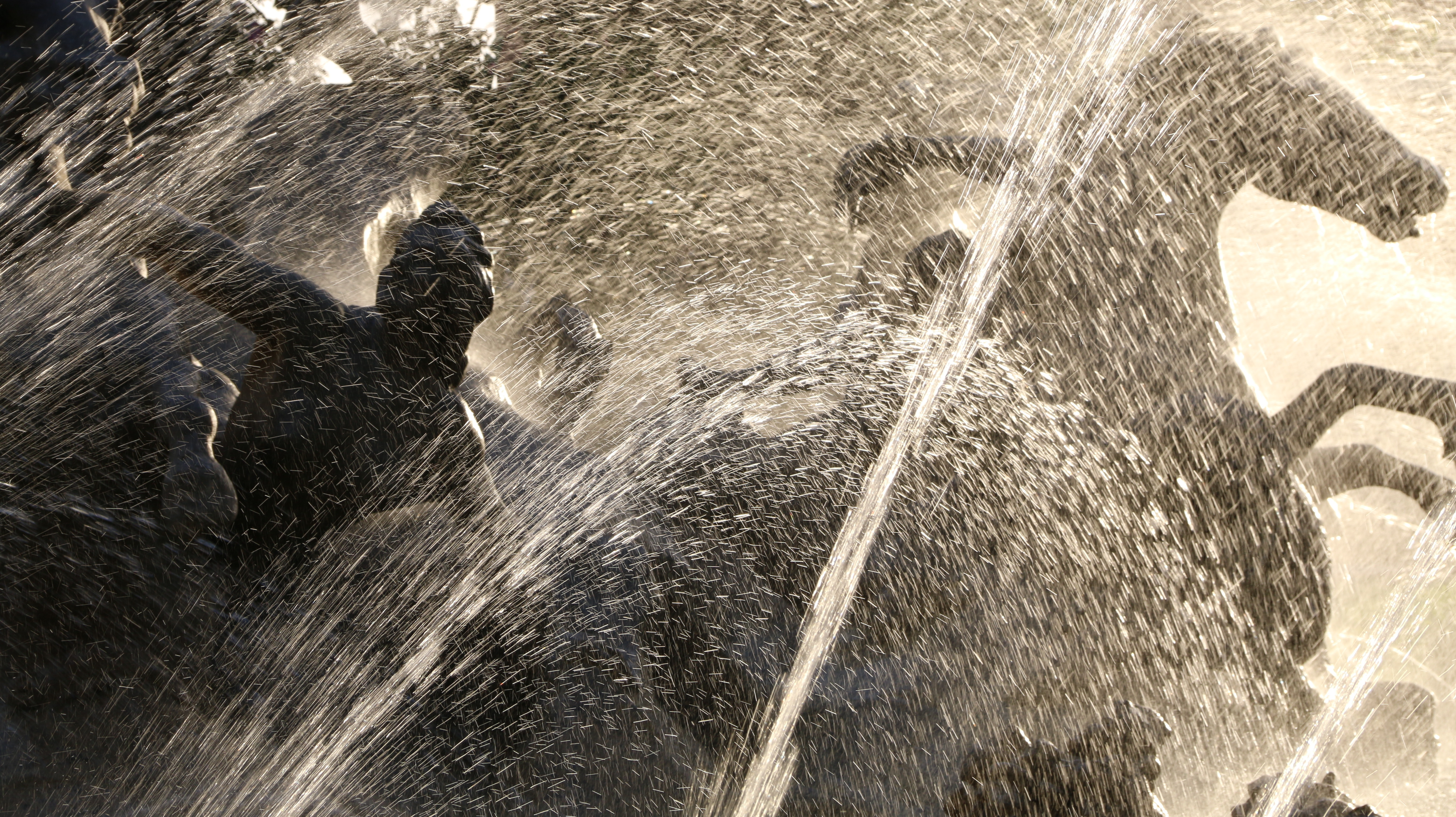